# David Lam
Cet article concerne l'homme politique canadien. Pour le réalisateur hongkongais, voir David Lam (réalisateur).
Pour les articles homonymes, voir Lam.
David Lam (chinois : 林思齊） (né le 2 septembre 1923 et mort le 22 novembre 2010) est un homme politique canadien. Il sert comme lieutenant-gouverneur de la province de Colombie-Britannique entre 1988 et 1995.